# Brenessa Thompson
Brenessa Thompson (ur. 22 lipca 1996 w  Port-of-Spain) – gujańska lekkoatletka specjalizująca się w biegach sprinterskich. 
Bez awansu do finału startowała na mistrzostwach świata juniorów w Eugene (2014). Reprezentowała Gujanę na igrzyskach olimpijskich w Rio de Janeiro (2016). 

## Osiągnięcia
| Rok  | Impreza                              | Miejsce        | Konkurencja        | Lokata     | Wynik |
| ---- | ------------------------------------ | -------------- | ------------------ | ---------- | ----- |
| 2014 | Mistrzostwa świata juniorów          | Eugene         | bieg na 100 metrów | półfinał   | 11,71 |
| 2014 | Mistrzostwa świata juniorów          | Eugene         | bieg na 200 metrów | eliminacje | 24,61 |
| 2015 | Mistrzostwa panamerykańskie juniorów | Edmonton       | bieg na 200 metrów | eliminacje | 24,31 |
| 2016 | Igrzyska olimpijskie                 | Rio de Janeiro | bieg na 100 metrów | eliminacje | 11,72 |
| 2016 | Igrzyska olimpijskie                 | Rio de Janeiro | bieg na 200 metrów | eliminacje | 23,65 |

## Rekordy życiowe
- Bieg na 60 metrów (hala) – 7,37 (2017) rekord Gujany
- Bieg na 100 metrów – 11,14 (2016) rekord Gujany
- Bieg na 200 metrów (stadion) – 22,94 (2017) rekord Gujany / 22,59w (2017)
- Bieg na 200 metrów (hala) – 23,02 (2019) rekord Gujany